# Riesenbühl (Schluchsee)

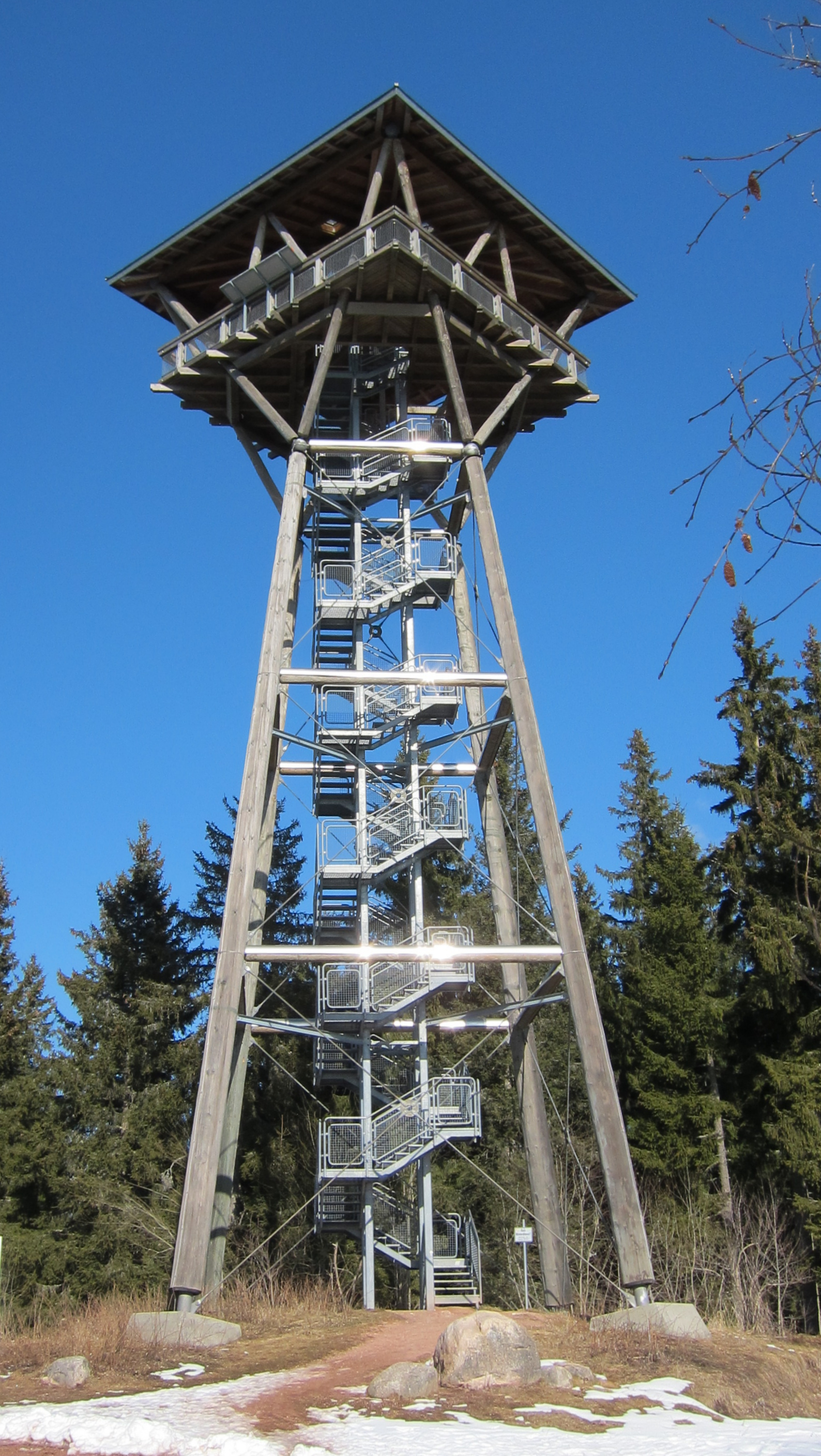
Riesenbühlturm

Der Riesenbühl ist ein 1095,2 m ü. NHN hoher Berg im südlichen Schwarzwald nördlich vom Kernort der Gemeinde Schluchsee. Auf dem bewaldeten Berg wurde 2001 ein 30 m hoher Aussichtsturm errichtet, der eine vollständige Rundumsicht auf den Schluchsee und seine Umgebung ermöglicht, bei entsprechendem Wetter bis zu den Alpen. 